# Felix Walter
Felix Joannes Franciscus Maria (Felix) Walter (Grave, 13 december 1846 - Nijmegen, 23 januari 1900) was een Nederlands politicus.
Hij werd geboren als zoon van R.J.N. Walter (1796-1877; later burgemeester van Grave) en Maria Anna Joanna Janssens (1807-1870). F.J.F.M. Walter werd in 1888 voor het district Hontenisse (Zeeuws-Vlaanderen en Zuid-Beveland) tot R.K.-Tweede Kamerlid gekozen. Hij was aanvankelijk advocaat in Breda en later kantonrechter in Hulst en Nijmegen. Hij trad op als secretaris van de Katholieke Kamerclub.